# Les Pinthières
Les Pinthières – miejscowość i gmina we Francji, w Regionie Centralnym, w departamencie Eure-et-Loir.
Według danych na rok 1990 gminę zamieszkiwały 93 osoby, a gęstość zaludnienia wynosiła 23 osoby/km² (wśród 1842 gmin Regionu Centralnego Les Pinthières plasuje się na 1038. miejscu pod względem liczby ludności, natomiast pod względem powierzchni na miejscu 1393.).